# Ceratocanthus mathani
Ceratocanthus mathani är en skalbaggsart som beskrevs av Renaud Maurice Adrien Paulian 1982. Ceratocanthus mathani ingår i släktet Ceratocanthus och familjen Hybosoridae. Inga underarter finns listade i Catalogue of Life.